# Neuroleon (Neuroleon) basilineatus
Neuroleon (Neuroleon) basilineatus is een insect uit de familie van de mierenleeuwen (Myrmeleontidae), die tot de orde netvleugeligen (Neuroptera) behoort. 
Neuroleon (Neuroleon) basilineatus is voor het eerst wetenschappelijk beschreven door Fraser in 1952.